# Oras Schandossow (Ökonom)
Oras Äliuly Schandossow (kasachisch Ораз Әлиұлы Жандосов Oraz Aliūly Jandosov, russisch Ораз Алиевич Жандосов/Oras Alijewitsch Schandossow; * 26. Oktober 1961 in Alma-Ata, Kasachische SSR) ist ein kasachischer Ökonom und Politiker (Aq Jol).

## Leben
Oras Schandossow wurde 1961 in Alma-Ata geboren. Er erlangte 1987 einen Hochschulabschluss an der Lomonossow-Universität Moskau.
Seine berufliche Laufbahn begann er an der Kasachischen Akademie der Wissenschaften, wo er zwischen 1987 und 1991 am Institut für Ökonomie forschte. Nach der Unabhängigkeit Kasachstans war er Berater und schließlich stellvertretender Leiter eines Beirates des Höheren Wirtschaftsrates unter dem Präsidenten Kasachstans. Zwischen Februar 1993 und Januar 1996 war er Vorsitzender der Nationalen Agentur für Auslandsinvestitionen und erster stellvertretender Wirtschaftsminister Kasachstans. Im Januar 1996 wurde er zum Präsidenten der Kasachischen Nationalbank ernannt. Nach zwei Jahren an der Spitze der Nationalbank wurde er im Februar 1998 von Qadyrschan Dämitow abgelöst und stattdessen zum ersten stellvertretenden Premierminister und zum Vorsitzenden des Staatskomitees der Republik Kasachstan für Investitionen ernannt. Am 12. März 1999 wurde er im Kabinett von Nurlan Balghymbajew zum Finanzminister Kasachstans ernannt. Von Oktober 1999 bis Dezember 2000 leitete er als Vorstandsvorsitzender das Staatsunternehmen KEGOC und anschließend war er stellvertretender Premierminister und von Dezember 2001 bis Dezember 2002 Mitarbeiter in einem Consultingunternehmen.
Im März 2002 gründete Schandossow zusammen mit Bulat Äbilow und Altynbek Särsenbajuly die oppositionelle Demokratische Partei Ak Schol, deren Co-Vorsitzender er bis März 2005 war. Am 8. Januar 2003 wurde er zum Assistenten des kasachischen Präsidenten ernannt. Von Juni 2003 bis Juli 2004 bekleidete er das Amt des Vorsitzenden der Agentur für die Regulierung der natürlichen Monopole und den Schutz des Wettbewerbs. Im Juni 2005 kam es zwischen den Parteivorsitzenden und den drei Co-Vorsitzenden der Partei Aq Schol zu einem Streit, in dessen Folge Schandossow, Äbilow und Särsenbajuly mit der Partei Naghys Aq Schol eine neue Partei gründeten. Seitdem bekleidete er auch keine Positionen in Regierungsstellen mehr.
Sein Großvater war der sowjetische Politiker Oras Schandossow.